# William Henry Bragg
William Henry Bragg (ur. 2 lipca 1862 w Westward, zm. 10 marca 1942 w Londynie) – brytyjski fizyk, laureat Nagrody Nobla w dziedzinie fizyki, którą otrzymał wraz z synem, Williamem Lawrence’em, za zasługi w badaniu struktury krystalicznej za pomocą promieniowania rentgenowskiego.

## Życiorys
Studiował w Trinity College na Uniwersytecie Cambridge, uzyskując stopień Bachelor of Science matematyki w roku 1884 i Master of Arts fizyki w roku 1886.
W latach 1886–1908 był profesorem matematyki i fizyki w University of Adelaide (Australia), a następnie profesorem w University of Leeds (1909–1915, Cavendish Professor of Physics), w University College London (1915–1925, Quain Professor of Physics) i w Royal Institution (1925–1942, Fullerian Professor of Chemistry).
Współtworzył podstawy analizy rentgenostrukturalnej i spektroskopii rentgenowskiej. Zajmował się badaniami struktury kryształów.

## Publikacje
Jest m.in. autorem książek:
- 1912 – Studies in Radioactivity,
- 1915 – X Rays and Crystal Structure (z W. Lawrence’em Braggiem),
- 1920 – The World of Sound,
- 1925 – Concerning the Nature of Things (Tajemnice atomu. O istocie materji, tłum. Karol Szlenkier, 1933),
- 1926 – Creative Knowledge: Old Trades and New Knowledge,
- 1928 – An Introduction to Crystal Analysis,
- 1933 – The Universe of Light.

## Odznaczenia i wyróżnienia
Był członkiem Royal Society od roku 1906, a w latach 1935–1940 prezesem tego stowarzyszenia. Należał też do Australian and New Zealand Association for the Advancement of Science oraz Royal Institution of Great Britain. Poza Nagrodą Nobla otrzymał:
- 1915 – Matteucci Medal (z Lawrence’em Braggiem),
- 1916 – Rumford Medal,
- 1917 – Order Imperium Brytyjskiego, CBE
- 1920 – Order Imperium Brytyjskiego, KBE
- 1930 – Copley Medal,
- 1931 – Hughes Medal,
- 1931 – Order Zasługi.